# Nippoleucon enoshimensis
Nippoleucon enoshimensis är en kräftdjursart som först beskrevs av Gamo 1967.  Nippoleucon enoshimensis ingår i släktet Nippoleucon och familjen Leuconidae. Inga underarter finns listade i Catalogue of Life.